# Molí d'en Llambí
El Molí d'en Llambí és un antic molí de Llagostera (Gironès) que forma part de l'Inventari del Patrimoni Arquitectònic de Catalunya.
És un molí transformat en habitatge durant el segle XX-XXI. Es conserva la planta rectangular i algunes parts del molí: la boca del carcabà i algunes moles. Els murs són construïts en diverses fases, la més antiga en pur paredat i les obertures emmarcades amb llindes de moles reutilitzades.